# Kivisaari (ö i Finland, Nyland, Helsingfors, lat 60,64, long 24,04)
Kivisaari är en ö i Finland. Den ligger i sjön Onkimaanjärvi och i kommunen Högfors i den ekonomiska regionen  Helsingfors  och landskapet Nyland, i den södra delen av landet, 70 km nordväst om huvudstaden Helsingfors. Öns area är 0,1 hektar och dess största längd är 70 meter i sydöst-nordvästlig riktning.